# Aiceona himalaica
Aiceona himalaica är en insektsart som beskrevs av Miyazaki 1977. Aiceona himalaica ingår i släktet Aiceona och familjen långrörsbladlöss. Inga underarter finns listade i Catalogue of Life.